# Jacobus I van Cyprus
Jacobus I van Cyprus (circa 1334 - Nicosia, 9 september 1398) was van 1382 tot aan zijn dood koning van Cyprus en titulair koning van Jeruzalem en van 1393 tot aan zijn dood titulair koning van Cilicisch-Armenië. Hij behoorde tot het huis Poitiers.

## Levensloop
Jacobus was de derde zoon van koning Hugo IV van Cyprus en diens tweede echtgenote Alix, dochter van Gwijde van Ibelin, heer van Nicosia.
Na de dood van zijn vader Hugo IV in 1359 was Jacobus' oudere halfbroer Gwijde, titulair vorst van Galilea, reeds overleden, waardoor zijn oudere broer Peter I koning van Cyprus werd. In 1369 werd Peter I vermoord en kwam diens zoon Peter II op de Cypriotische troon. Omdat die nog minderjarig was, nam Jacobus het regentschap op voor zijn minderjarige neef. Omdat de weduwe van Peter I, Eleonora van Aragón, Jacobus en zijn broer Jan verantwoordelijk hield voor de moord op zijn broer, nodigde ze uit wraak de republiek Genua uit om Cyprus binnen te vallen.
Omdat de Genuezen commerciële en financiële belangen hadden in Cyprus, vielen ze in april 1373 het eiland binnen. Nadat ze de controle hadden verworven over de zeer versterkte Famagusta, namen de Genuezen Peter II en zijn moeder Eleonora, die hen nota bene uitgenodigd had, gevangen. Nadat ze de edelen hadden vermoord die Peter I hadden omgebracht, wilden de Genuezen de controle over het hele eiland overnemen.
Jacobus en zijn broer Jan verzetten zich tegen de Genuese invasie. In Kyrenia kon hij zich met succes verzetten tegen een aanval door de Genuezen. Zijn neef Peter II had intussen echter een verdrag ondertekend met Genua, waarbij zij Famagusta mochten behouden en Jacobus het bevel kreeg om het land te verlaten. Jacobus beëindigde de oorlog en in 1374 verliet hij Cyprus per schip. Hij reisde eerst naar Rhodos, maar hij vond daar geen hulp en werd door de Genuezen gearresteerd, waarna hij samen met zijn echtgenote als gevangenen naar Genua werd gebracht. De volgende negen jaar leefde het echtpaar in moeilijke omstandigheden in Genua, waar de meeste van hun kinderen geboren werden. Bovendien liet Eleonora van Aragón, de moeder van Peter II, na het einde van de oorlog in 1375 zijn broer Jan vermoorden.
In 1382 stierf Peter II zonder nakomelingen na te laten. Het Parlement van Cyprus besliste vervolgens om Jacobus aan te stellen als de nieuwe koning, maar hij verbleef toen nog steeds in gevangenschap in Genua. Voordat Jacobus vrijgelaten werd om naar Cyprus te gaan, voerden de Genuezen onderhandelingen met hem. Op 2 februari 1383 moest hij een akkoord tekenen dat de Genuezen nieuwe privileges bezorgde voor hun commerciële activiteiten. Ook bleef Famagusta in het bezit van Genua, wat echter betwist werd door Jacobus en zijn opvolgers, die meerdere pogingen deden om de stad te heroveren.
Tot zijn vrijlating werd Cyprus geregeerd door een raad van twaalf edelen. Toen Jacobus in 1383 terugkeerde naar Cyprus, werd hij echter niet aanvaard als koning. Sommige edelen verzetten zich namelijk tegen de terugkeer van Jacobus als koning, in de hoop dat zij dan koning van Cyprus zouden worden. Jacobus keerde terug naar Genua, maar in 1385 slaagde hij erin om zijn opposanten te verslaan. In april 1385 kwam Jacobus terug naar Cyprus, waarna hij in Nicosia met veel enthousiasme onthaald werd. In mei 1385 werd hij tot koning van Cyprus gekroond in de Sint-Sophiakathedraal in Nicosia. Na zijn kroning werden zijn opposanten gearresteerd en gestraft.
Jacobus werd in 1389 eveneens gekroond tot koning van Jeruzalem, een functie die hij enkel titelvoerend uitoefende. Toen koning Leo VI van Armenië in 1393 stierf, werd hij in 1393 eveneens titulair koning van Armenië. In Cilicisch-Armenië had Jacobus enkel het bezit over de stad Korykos, die destijds door zijn broer Peter I veroverd was. In september 1398 stierf hij op ongeveer 64-jarige leeftijd.

## Huwelijk en nakomelingen
Rond 1365 huwde Jacobus met Helvis (1353-1421), dochter van Filips van Brunswijk-Grubenhagen, constable van Jeruzalem. Ze kregen twaalf kinderen:
- Janus (1375-1432), koning van Cyprus
- Filips (overleden tussen 1428 en 1432), constable van Cyprus
- Hendrik (overleden in 1426), titulair vorst van Galilea
- Odo (overleden in 1421), titulair seneschalk van Jeruzalem
- Hugo (overleden in 1442), regent van Cyprus en aartsbisschop van Nicosia
- Gwijde, constable van Cyprus
- een jonggestorven dochter (1374)
- Jacoba (overleden tussen 1396 en 1398)
- Eschiva (overleden in 1406), huwde met graaf Sclavus van Asperg
- Maria (1381-1404), huwde in 1403 met koning Ladislaus van Napels
- Agnes (1382-1459), abdis van Wunstorf
- Isabella, huwde met Peter van Lusignan, titulair graaf van Tripoli